# Imigração alemã no Rio de Janeiro

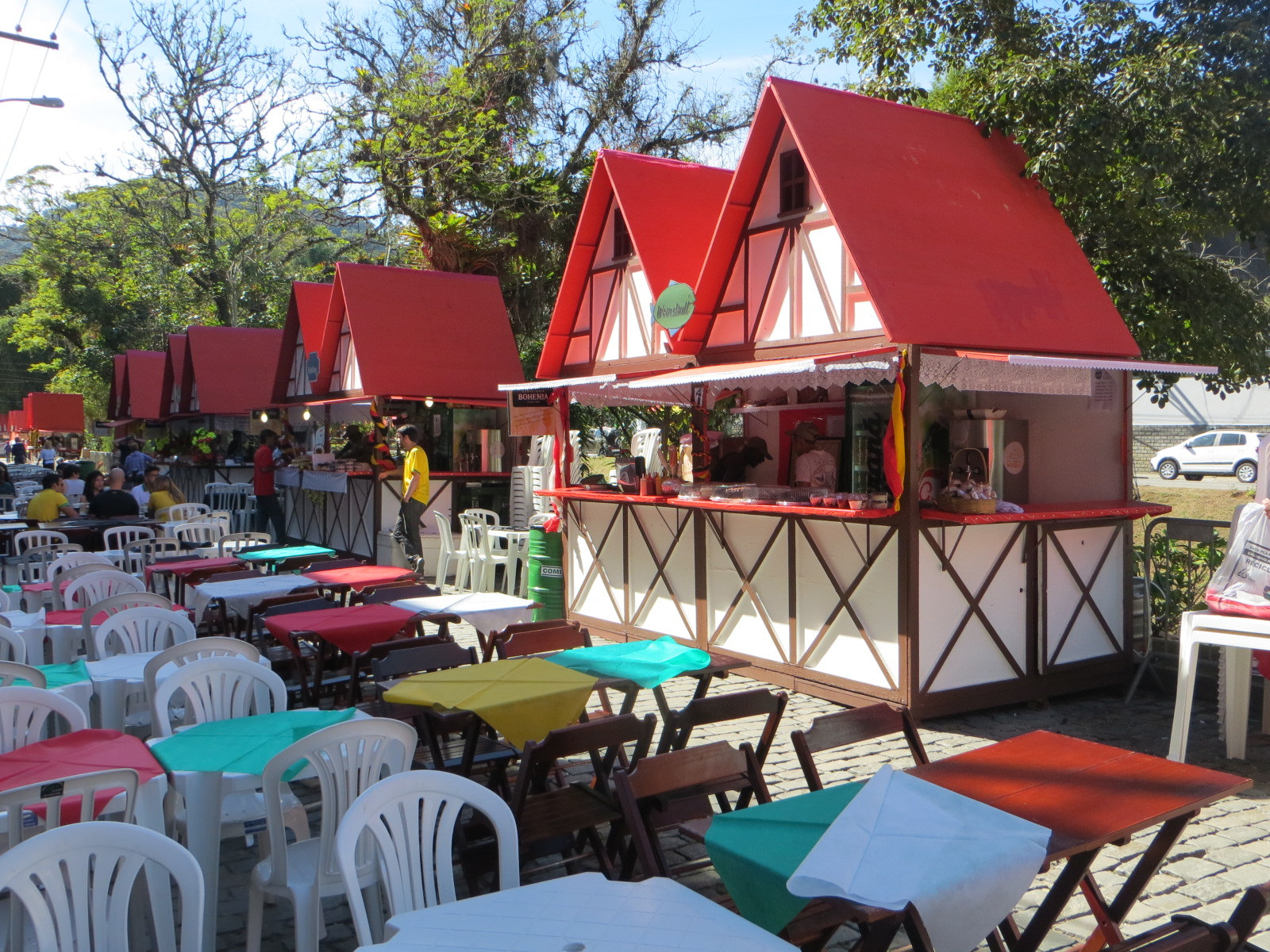
Bauernfest em Petrópolis

## Imigração Alemã

### Na cidade do Rio de Janeiro
Os primeiros alemães vistos como imigrantes se estabeleceram no Rio de Janeiro a partir de 1808, atuando no comércio de exportação e importação. Até 1822, vinham atraídos, principalmente, pela abertura dos portos, que viabilizou suas atividades comerciais. Eram negociantes, artistas, naturalistas e cônsules, além de mercenários aliciados para as forças armadas brasileiras. Os imigrantes germânicos, ou seja, dos muitos países que existiam naquela época na atual Alemanha e Áustria, foram predominantes durante a primeira fase da colonização, que durou até 1830. Um dos principais fatores que explicam essa preferência é o fato de a imperatriz D. Leopoldina, esposa de D. Pedro I, ser austríaca e, portanto, de origem germânica. Na cidade do Rio, a maioria dos alemães morava em regiões mais centrais e urbanas. Boa parte deles foi para Santa Teresa, por ser um local mais alto, mais fresco e, ao que se acreditava, distante do risco da malária. Naquela época, a doença era um grande problema sobretudo no centro da cidade, onde existiam mangues que atraíam o mosquito transmissor. Muitos alemães também foram para o Rio Comprido, visto como uma área residencial tranquila, mas não muito distante do centro. A abertura de novas paróquias nos subúrbios refletiu a dispersão das famílias alemãs e de seus descendentes pela cidade do Rio, expulsas das zonas nobres pela especulação imobiliária.

### Em Nova Friburgo
Os alemães chegaram em Nova Friburgo com o intuito de revitalizar o município, que fora abandonado pelos suíços anos antes. A imigração alemã em Nova Friburgo pode ser divida em duas etapas: o grupo de alemães luteranos vindos de Frankfurt, a princípio para fundar a colônia no sul da Bahia, previamente selecionados, com profissões definidas: joalheiros, pedreiros, médicos, lavradores, sapateiros, marceneiros, funileiros, carroceiros, destiladores, mecânicos, arquitetos, mestreescola, parteiras, alfaiates e tecelões. Por serem mais organizados prosperaram em relação aos grupos anteriores que perseguidos, convertiam-se ao catolicismo. Passado o primeiro ano católicos e luteranos conviveram em harmonia. Apesar da lei católica que proibia a construção de igreja e cultos em locais públicos, que foram liberados somente em 1857. Em 1828 chegaram outros alemães com ideias inovadoras e montaram pequenas oficinas manufatureiras. A luz elétrica chegou em 1878. No início do século XX as oficinas transformarem-se nas três grandes indústrias: Fábrica Ypu, Rendas Arp e Filó no ramo têxtil; e mais três na metalurgia; Ferragens Haga, Hasenclever, Iwega. Também outras de variadas atividades contribuíram socioeconomicamente para o progresso do município de Nova Friburgo.

### Em Petrópolis

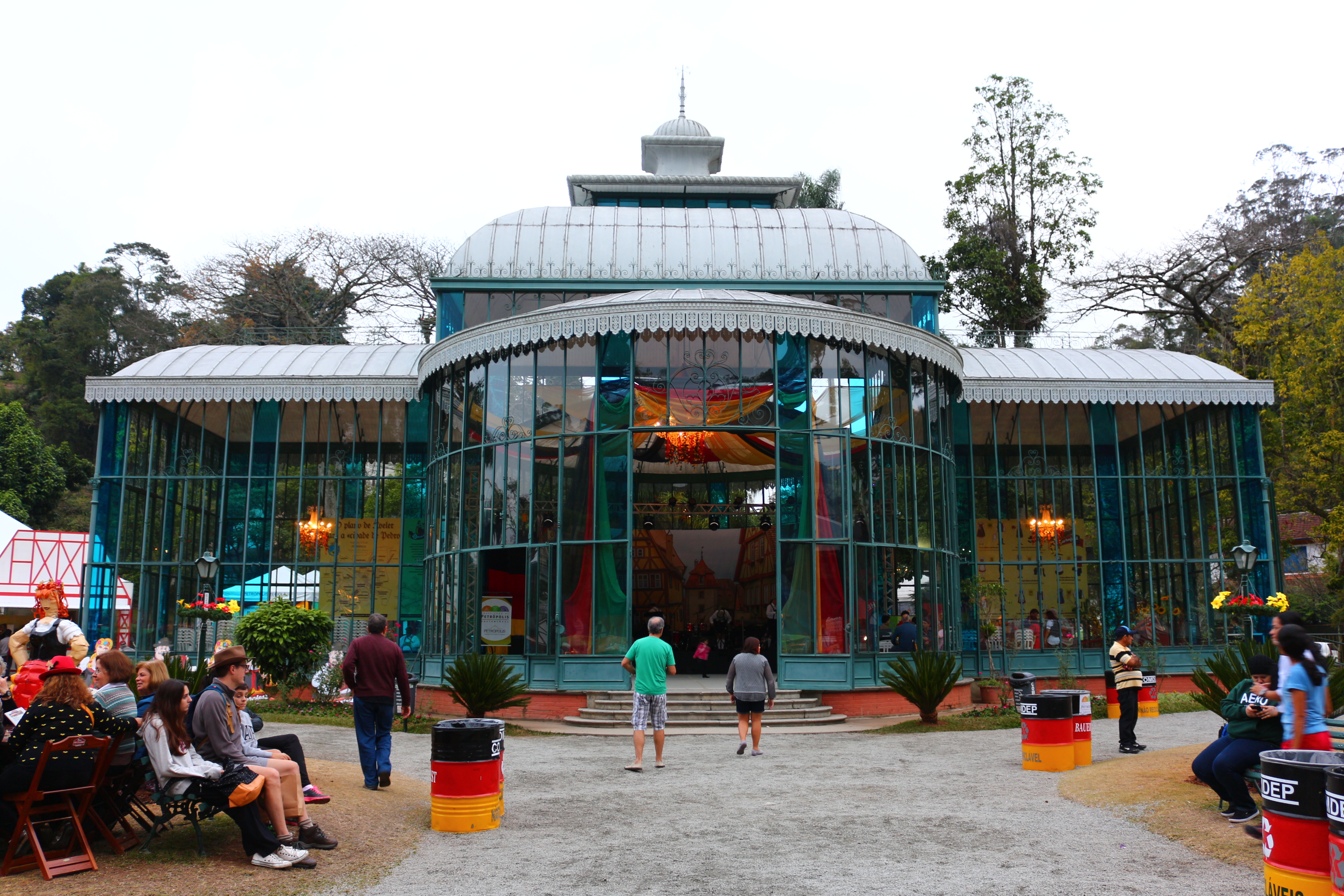
Palácio de Cristal durante a Bauernfest

Em 1837, aportou no Rio de Janeiro o navio Justine com 238 imigrantes alemães em viagem para a Austrália. Devido aos maus tratos sofridos a bordo, eles resolveram não seguir viagem, permanecendo no Rio de Janeiro. O MJ Koeler soube da ocorrência e se entendeu com a Sociedade Colonizadora do Rio de Janeiro para trazer os imigrantes para trabalhar na abertura da Estrada Normal da Estrela, pagando uma indenização ao capitão do navio. Assim, foi dada permissão aos colonos de desembarcarem no Rio de Janeiro. Estes, sob as ordens de Koeler, estiveram primeiramente trabalhando no Meio da Serra, depois foram para o Itamarati. 
A segunda leva de colonos foi planejada pelos presidentes da província João Caldas Viana e Aureliano Coutinho para trabalhar em obras na província, mas eles acabaram em Petrópolis, locando no terreno do plano urbanístico traçado por Koeler. Foram 600 casais de colonos alemães contratados em 1844, exigindo-se que fossem artífices e artesãos com experiência.
Treze navios deixaram Dunquerque com 2.338 imigrantes, o primeiro deles chegando ao porto de Niterói em 13 de junho e o último em 7 de novembro de 1845, sendo os imigrantes alojados em barracões ao lado da igreja matriz. Acertados os trâmites legais, eles foram transferidos para o Arsenal de Guerra do Rio, onde se acha hoje instalado o Museu Histórico Nacional, ficando por lá alguns dias e, então, seguiram viagem pela baía da Guanabara e pelo rio Inhomirim até o Porto da Estrela. De lá, para o Córrego Seco, foram a pé ou a cavalo, com escalas na Fábrica de Pólvora e no Meio da Serra, onde existiam ranchos para os viajantes.
Muitos dos colonos que deixaram Dunquerque não chegaram a Petrópolis em conseqüência do mau passadio a bordo e do surto de febres nos depósitos. Outros, especialmente crianças, não resistiram à penosa subida da serra e foram enterrados pelo caminho. O diplomata belga, Auguste Ponthoz, em seu livro “Avaliação sobre o Brasil”, afirma que 252 imigrantes morreram, sendo 56 nos portos ou na viagem para Petrópolis. 
Vieram muito mais alemães católicos do que protestantes. No dia 19 de outubro de 1845, na praça Koblenz, dia de São Pedro de Alcântara, num altar ornamentado com flores silvestres, o Padre Luís Gonçalves Dias Correia celebrou uma missa para os católicos e o pastor Frederico Ave-Lallemant professou um culto para os protestantes. O Presidente da Província, Aureliano de Souza e Oliveira Coutinho, compareceu a essa solenidade, tendo feito um grande elogio ao trabalho dos colonos. 
Foram muitas as dificuldades iniciais. Logo que aqui chegaram, foi necessária a compra de 200 cabras para alimentar as crianças, já que suas mães não tinham leite, devido às agruras da viagem. Köeler planejou uma colônia agrícola em Petrópolis sem estudo prévio da geologia do terreno, o que resultou no fracasso do empreendimento. Os colonos abriram estradas, derrubaram matas para a construção de residências e semearam suas hortas para consumo e foram utilizados nas obras públicas, retificando os rios, drenando os lodaçais e construindo os prédios da povoação. 
Para tornar mais fácil a adaptação dos colonos alemães à nova terra, Koeler nomeou os quarteirões de Petrópolis com o nome de suas regiões de origem, como Mosela, Palatinato, Renânia, Nassau, Bingen, Ingelheim, Simeria, Castelânia, Westphalia. Ele também homenageou a Família Imperial em dois quarteirões, Vila Imperial e Vila Teresa. Em 1854, Otto Reimarus, que continuou o trabalho de Koeler, criou os quarteirões de Darmstadt, Woerstadt, Worms e outros. Também prestou homenagem às várias nacionalidades de imigrantes de Petrópolis, nomeando outros quarteirões: Quarteirão Francês, Quarteirão Suíço, Quarteirão Inglês e mais tarde o Quarteirão Italiano. Para os brasileiros que ajudaram a construr Petrópolis, dedicou o Quarteirão Brasileiro e o Quarteirão Mineiro. 
Hoje, os descendentes dos colonos estão por toda a cidade e seus nomes de família podem ser encontrados no Obelisco do centro da cidade, nos guias telefônicos e dão nomes a ruas e praças. O progresso dos colonos alemães dinamizou Petrópolis, contribuindo para o seu desenvolvimento. O seu trabalho e a sua lembrança fazem parte da cidade. Em Petrópolis também ocorre a Bauernfest, segunda maior festa de cultura alemã do Brasil, atrás apenas da Oktoberfest, realizada no sul do país.

## Demografia
Em 1860 a população alemã no Rio de Janeiro era estimada em 2600 indivíduos.   Em   1920, residiam  aproximadamente  5.000 imigrantes    alemães    e    seus descendentes  na  cidade , num universo de 1.157.873 habitantes.  Já  em  1940  o  censo indicava a presença de 9.475 cidadãos alemães nascidos na Alemanha e 945 cidadãos  brasileiros  que  falavam alemão  em  casa.  Este  aumento populacional  advém do intenso fluxo de  imigração  alemã para o Brasil  na década  de  1920,  que  contabilizou praticamente  um  terço  de  todos  os “alemães”  imigrados  para  este  país, inclusive no século XIX. Somente no ano de  1924  teriam entrado  mais  de 22 mil alemães no Brasil. Mas também em sentido contrário o movimento era grande, de modo que apenas em 1924 10.000  alemães  residentes  no  Brasil repatriaram-se. Nos anos 1927 e 1928 somente do Rio de Janeiro  voltaram para  a  Alemanha  536  alemães, auxiliados  pelas  diversas  sociedades teuto-brasileiras  da cidade.Outro  fator  que  justificaria  o crescimento  do  grupo  na  capital federal  é  a  migração  de  “teuto- brasileiros”  do  Sul  para  o  Rio  de Janeiro  e  São  Paulo,  em  busca  de melhor formação escolar e ascensão social.  Para  o  ano  1935,  René  Gertz alude  à  cifra  de  25.000  imigrantes germânicos  e  seus  descendentes residentes em todo o estado do Rio de Janeiro . No  perímetro  urbano  “os  alemães” distribuíam-se  amplamente  por diversos bairros da cidade.  Os dados do censo de 1940 permitem identificar os  bairros  com  maior  número  de indivíduos  teutos  e teuto-brasileiros.

## Colônias
Nova Friburgo - recebeu, em 1824, a primeira leva de imigrantes alemães contratados pelo imperador Dom Pedro I, foram levados para lá devido ao grande número de suíços (fundadores da cidade em 1818) que abandonaram seus lotes e se dispersaram por todo o estado do Rio de Janeiro.
| Nome           | Fundação | Fundador                           | Categoria |
| -------------- | -------- | ---------------------------------- | --------- |
| Rio de Janeiro | 1809     |                                    | Urbana    |
| Nova Friburgo  | 1820     | Sébastien N. Gachet                | Rural     |
| Nova Friburgo  | 1824     | Pastor Friedrich Oswald Sauerbronn | Rural     |
| Petrópolis     | 1845     | Júlio Frederico Koeler             | Rural     |
| Macaé          | 1846     | Sat. de S. e Oliveira <            |           |
| Santa Justa    | 1852     | Braz Carneiro Bellens              | Rural     |
| Independência  | 1852     | N.A.N Vale da Gama                 | Rural     |
| Das Coroas     | 1852     | Marquês de Valença <               |           |
| Santa Rosa     | 1852     | Visconde de Baependy               |           |
| Martim De Sá   | 1852     | J. Cardoso de Meneses <            |           |